# Tiszatelek-Tiszaberceli Ártér Természetvédelmi Terület

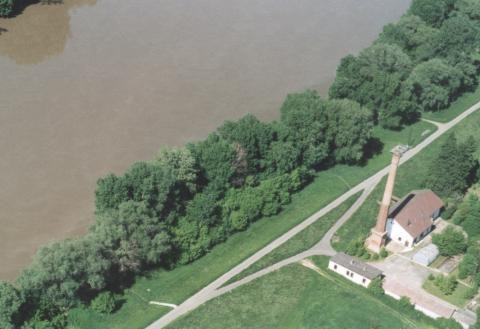
A Tisza Tiszabercelnél (légifotó)

A természetvédelmi terület a Tisza gátjai közé szorított hullámtérben található a folyó partjai mentén elnyúló keskeny, hosszú sávban, mely Gávavencsellőtől Tiszatelekig húzódik a Tisza mindkét oldali hullámterét magába foglalva, Tiszatelek, Tiszakarád, Tiszacsermely, Tiszabercel, Paszab és Ibrány településeket is érintve.
A területet 1973-ban nyilvánították védetté és 1990-ben ezt a területet még a gávavencsellői ártérrel bővítették, így mára 1.263 ha áll természetvédelmi oltalom alatt, mely a gyakran elöntött terület fűz-, nyár ligeterdőket, a partmenti bokorfüzeseket illetve a magasabb térszínen még szórványosan fellelhető keményfás tölgy-kőris-szil ligeterdőit, valamint ezek őshonos cserjéit, lágyszárú növényeit, valamint a sással, kákával szegélyezett holtágakat, s azok gazdag hínárvegetációját, a megmaradt ártéri réteket és mocsárréteket hivatott megőrizni.
A terület a Remete-zug és Tódalja kivételével egész évben látogatható.

## Növényvilága

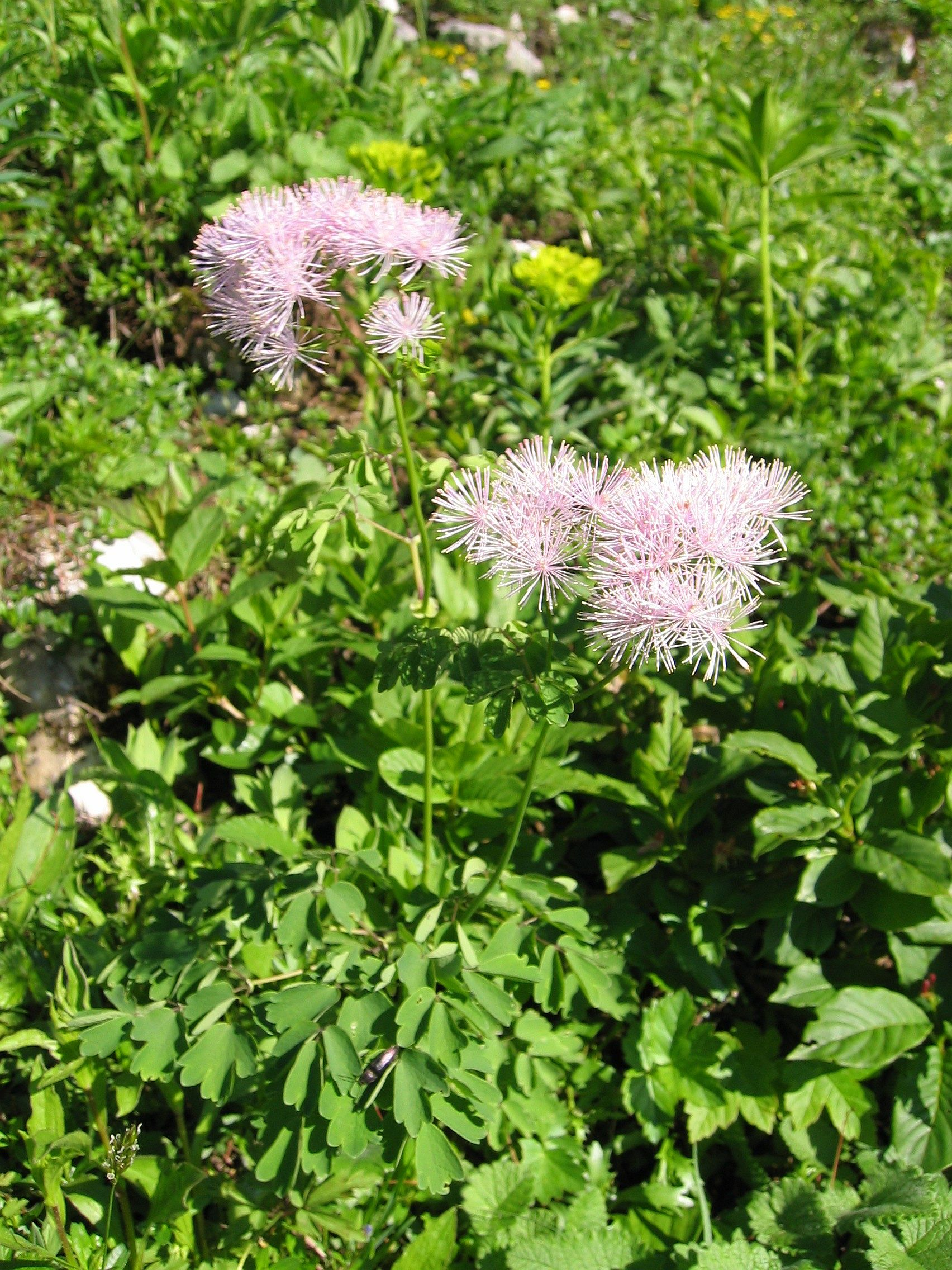
Erdei borkóró (Thalictrum aquilegifolium)

1996-ban a Magyar Nemzeti Biodiverzitás Monitorozó Program (MNBMP) folyamatának kipróbálása során az országos 5x5 km-es mintaterületről - melyet itt jelöltek ki -  371 edényes növényfaj került leírásra. Közülük 15 áll természetvédelmi oltalom alatt. 
A védelem alatt álló növények közül kiemelhető a tömeges Tisza-parti margitvirág: és a nyári tőzike, ezenkívül említést érdemel a debreceni torma, a mocsári lednek, a közönséges kígyónyelv, a kétlevelű sarkvirág, az erdei borkóró és a békakonty is.
A hínárvegetáció legjelentősebb faja a sulyom és a fehér tündérrózsa, de fellelhető itt a rucaöröm és a tündérfátyol is.

## Állatvilága
Az ártér zoológiai értékei közül kiemelkedik a ritka Berki fülemüle, melynek talán utolsó menedéke ez az ártér. A fülemüle életterét pedig éppen a morotvák és a szinte járhatatlan bozótosok, a puhafa ligeterdők, a füzesek, szilesek és az alattuk burjánzó sűrű aljnövényzet képezik, mint amilyen a Felső-Tisza egykori jellegzetes flórája volt, és amit itt sikerült többé-kevésbé megőrizni.

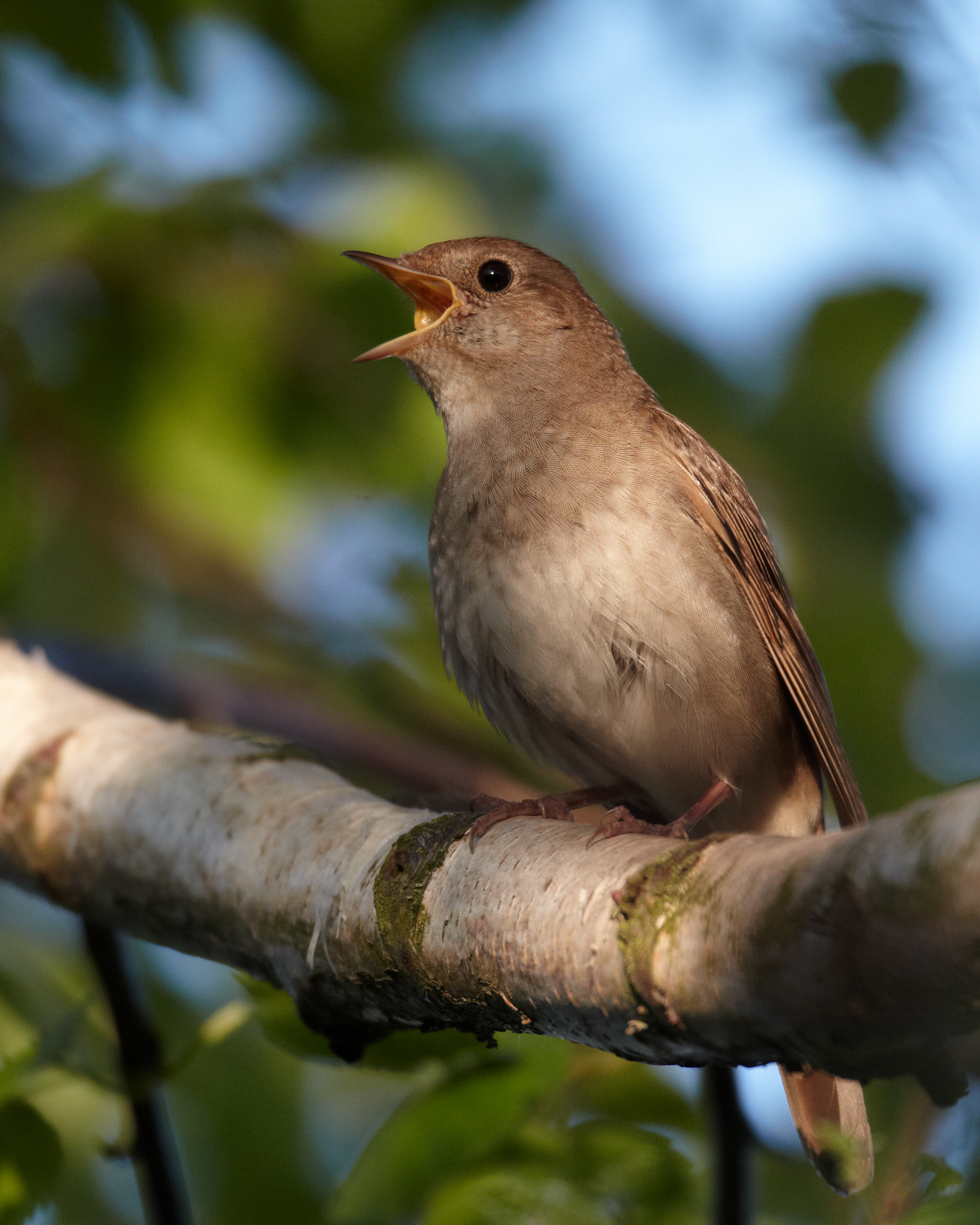
Berki fülemüle

Kiemelkedő értéknek tekinthető ezenkivül a vencsellői gémtelep szürkegémeivel, és a keményfaligetben költő fekete gólya is, mely utóbbinak fészkeléséhez itt megvan a két fő feltétel a fekete nyár és a nyugalom is. A Fekete gólyák fészkenként évente 3-4 fiókát is felnevelnek. Itt van Európa egyik legnagyobb partifecske telepe  is, melyet egyszer-egyszer a Kabasólyom is meglátogat. Az ártér maradványerdeinek odvas fái pedig csuszkáknak, cinegéknek adnak otthont, de az odvas öreg fákban megtelepedtek a denevérek és a vaddarazsak is, mely utóbbiak általában a földben fészkelnek, és egy-egy ilyen földalatti darázsfészek fél méter átmérűjű is lehet, melynek helyét a föld felszínén szinteészrevétlen, egy-két centiméteres lyukacska árulja el, melyet ha a darázsölyv észrevesz, karmaival kibontja, a lárvákat kiszedi blőle, s viszi a fiókáinak táplálékként.
A területen él még az erdők által körülhatárolt nedves gyepek, kaszálók ritka madara a haris, valamint a fogoly a régió gyakoribb fészkelője is.
Az emlősök közül megtalálható itt a mára már csökkenő létszámú vidra és alkalmakként megfigyelhető itt a vadmacska is.
A terület értékei közül kiemelkedik a  tiszavirág, de több védett szitakötőfaj is előfordul itt; ilyen a lápi acsa, a feketelábú szitakötő vagy a sárgás szitakötő.

## Kultúrtörténeti értékei
- Tiszabercelen a belvíz-átemelő csatornánál megtekinthető a gőzgépes átemelő, amely ma már csak látványosságként "üzemel".

## Nevezetességek
- Maróti holtág - kedvelt horgászhely

## Galéria

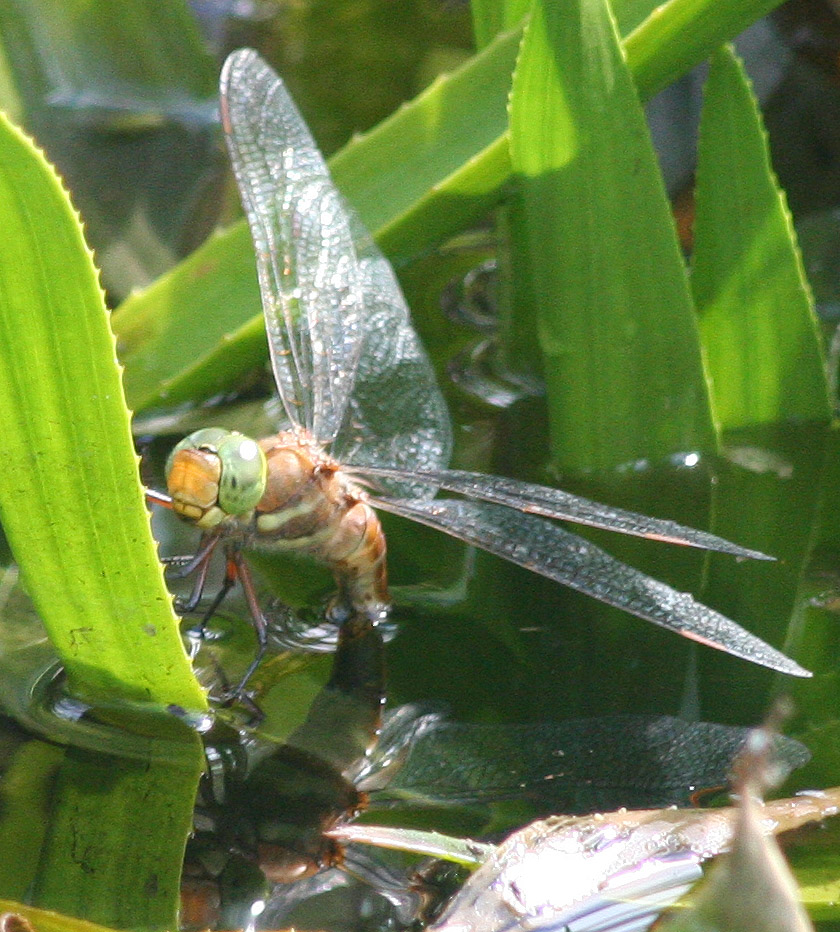
A lápi acsa (Aeshna isosceles)
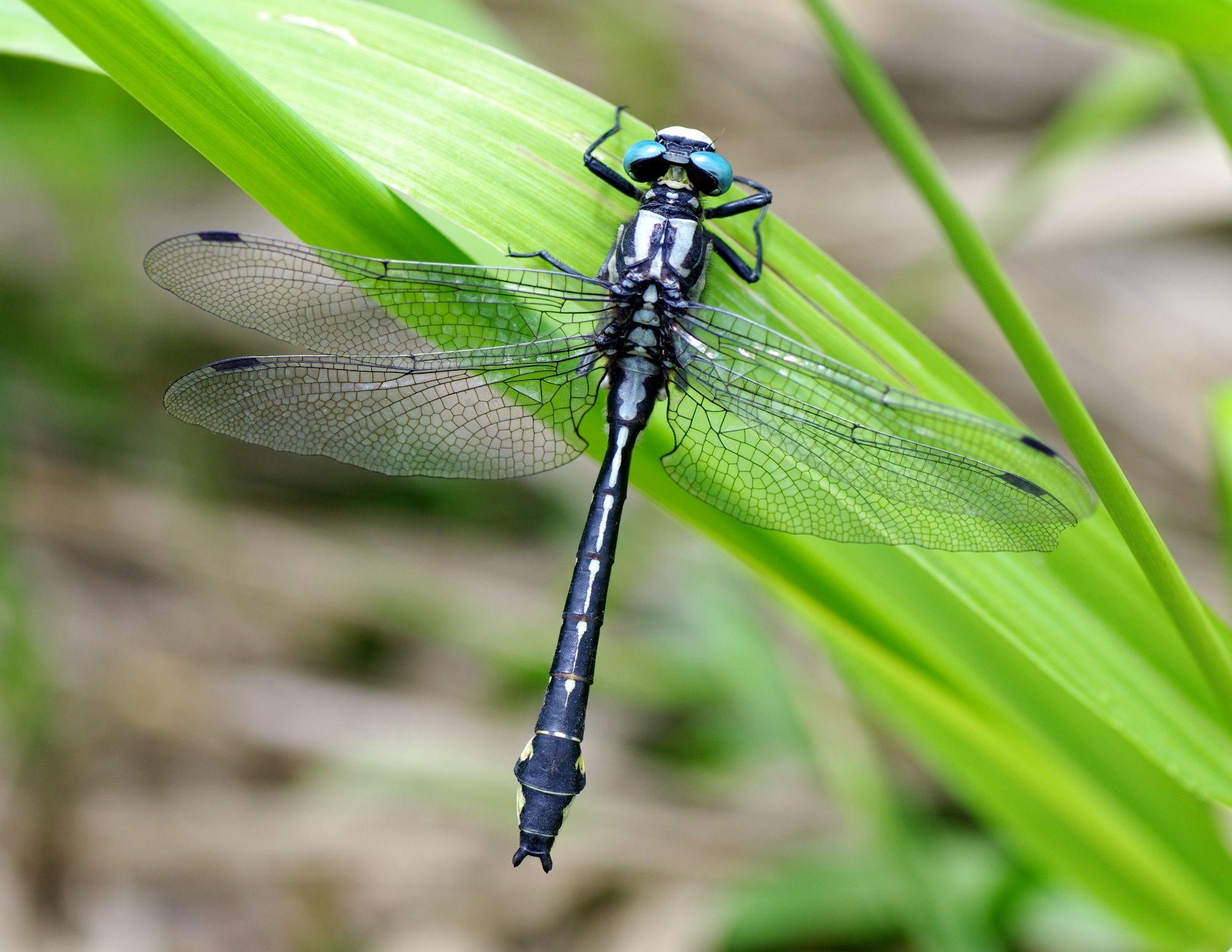
Feketelábú szitakötő (Gomphus vulgatissimus)
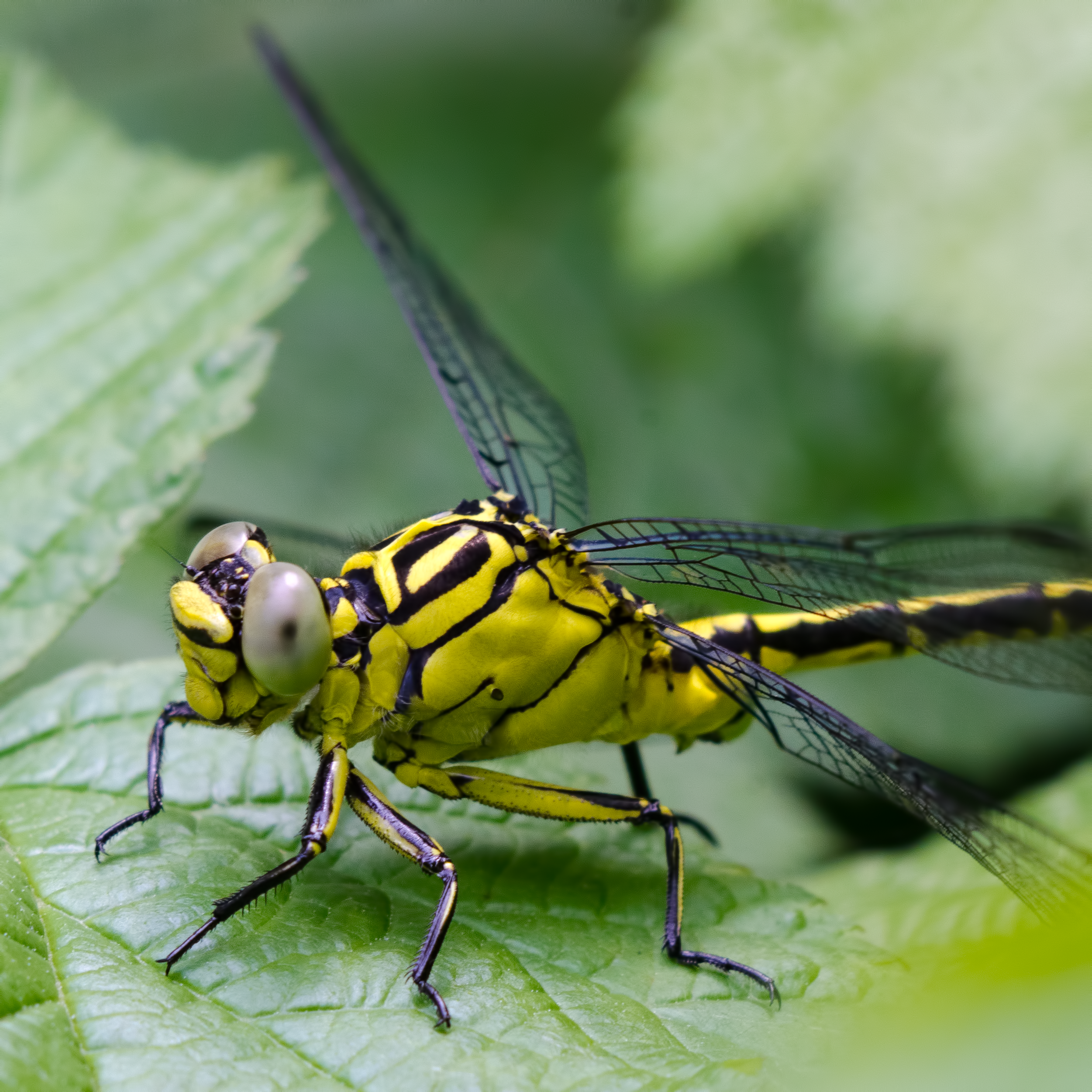
Sárgás szitakötő (Thalictrum aquilegiifolium)